# Пусошур
Пусошур — деревня в Глазовском районе Удмуртии в составе  сельского поселения Ураковское.

## География
Находится на расстоянии примерно 19 км на юг по прямой от центра района города Глазов. 

## История
Местная форма названия деревни Шомпи. Известна с 1795 года как починок Пусошурский. В 1811 году в починке проживало 14 семей. В середине XIX века в 21 дворе проживал 181 человек. На 1 января 1941 года в деревне насчитывалось 54 двора с населением 262 человека. Работали колхозы «Пусошур», «Урожай», им. Булганина, им. Жданова и «Нива».

## Население
Постоянное население  составляло 332 человек (удмурты 91%) в 2002 году, 311 в 2012.